# Лінійні кораблі типу «Анапа»
Ліні́йні кораблі́ ти́пу «Ана́па» — тип 74-гарматних вітрильних лінійних кораблів Російської імперії, що будувалися в Миколаєві і Херсоні в період з 1806 по 1818 рік.

## Розробка
Серія з одинадцяти 74-гарматних кораблів, побудованих на верфях Херсона та Миколаєва для Чорноморського флоту Російської імперії, розроблялася та будувалася на суднобудівних верфях Херсона та Миколаєва. Вона стала найбільшою серією військових кораблів, збудованих для Чорноморського флоту в епоху використання вітрил. Серія та її головний корабель названо на честь захоплення 29 квітня 1807 року російською ескадрою турецької фортеці Анапа.
У Миколаєві було збудовано три кораблі серії: «Лісний», «Кульм» та «Микола». Кораблі стали одними з небагатьох, закладених у Миколаєві у ці роки — після закладеного у 1811 році «Миколая», у кораблебудуванні знову настав провал до 1816 року. Причиною став початок французько-російської війни 1812 року і невисока зацікавленість тимчасово виконуючого обов'язки Головного командира Чорноморським флотом М. Л. Язикова, самим флотом на Чорному морі.
Однак у той же час при Язикові вперше почалося будівництво суден із підряду приватними підприємцями. Зокрема першим кораблем, збудованим із підряду, став «Кульм» — 74-гарматний лінійний корабель типу «Анапа». Оскільки елінги на головному Миколаївському адміралтействі до того моменту застаріли, кораблебудування велося лише на одному з них, де було закладено ще два кораблі серії: «Лісний» та «Микола».
Для будівництва кораблів був залучений херсонський купець А. І. Перетц, який згідно контракту від 2 квітня 1810 року зобов'язався побудувати елінг, пристані, будівлі та 74-гарматний корабель за 657 790 рублів і 57 копійок. Завдяки цьому Миколаївське адміралтейство отримало новий кораблебудівний елінг, а корабель «Кульм» був побудований за 2 роки, 11 місяців та 10 днів, що було вдвічі коротше, ніж будівництво схожого однотипного судна казенним способом.

### Технічні характеристики

#### Головні розміри
Кораблі типу «Анапа», вірогідно, стали модифікацією конструкції кораблів типу «Правий» і класу «Селафаїл», маючи більшу довжину і меншу ширину. Довжина корабля становила 54,86 метра, ширина, за відомостями з різних джерел, від 14,5 до 14,7 метра, а осадка від 6,41 до 6,6 метра.

#### Озброєння
Загалом кораблі несли однакове озброєння. Представники типу «Анапа» були озброєні батареєю з двадцяти восьми 36-фунтових короткоствольних гармат на нижній палубі. На верхній палубі розміщувалися тридцять 24-фунтових короткоствольних гармат. Ще вісімнадцять 8-фунтових довгоствольних гармат або 24-фунтових карронад знаходилося на баці і чвертьпалубі.

## Представники
| Назва              | Будівник                                    | Закладений        | Спущений на воду  |
| ------------------ | ------------------------------------------- | ----------------- | ----------------- |
| «Анапа»            | Херсонське адміралтейство, М. І. Суровцов   | 5 лютого 1806     | 30 вересня 1807   |
| «Марія»            | Херсонське адміралтейство, М. І. Суровцов   | 28 лютого 1807    | 12 листопада 1808 |
| «Дмитро Донський»  | Херсонське адміралтейство, М. І. Суровцов   | 28 липня 1807     | 6 листопада 1809  |
| «Азія»             | Херсонське адміралтейство, М. І. Суровцов   | 20 листопада 1807 | 5 серпня 1810     |
| «Лісний»           | Миколаївське адміралтейство, Д. В. Кузнєцов | 6 листопада 1809  | 5 липня 1811      |
| «Максим Сповідник» | Херсонське адміралтейство, М. І. Суровцов   | 4 лютого 1810     | 8 червня 1812     |
| «Брієн»            | Херсонське адміралтейство, І. Тарусов       | 23 лютого 1810    | 1 листопада 1813  |
| «Кульм»            | Миколаївське адміралтейство, Д. В. Кузнєцов | 24 листопада 1810 | 4 листопада 1813  |
| «Красной»          | Херсонське адміралтейство, М. І. Суровцов   | 13 липня 1813     | 6 травня 1816     |
| «Микола»           | Миколаївське адміралтейство, Д. В. Кузнєцов | 25 листопада 1811 | 16 червня 1816    |
| «Скорий»           | Херсонське адміралтейство, М. І. Суровцов   | 16 травня 1816    | 8 травня 1818     |

## Історія служби
Перші чотири корабля серії брали активну участь у російсько-турецькій війні 1806—1812 років, тоді як останній її представник, «Скорий», брав участь у бомбардуванні турецьких берегів під час російсько-турецької війни 1828—1829 років, під час якої отримав значні пошкодження від вогню берегових батарей.
Загалом кораблі здебільшого знаходилися у практичних плаваннях Чорним морем, жоден з них не був потоплений або втрачений, а більшість в кінці своєї служби була переобладнана на блокшиви.